# Roduchelstorf
Roduchelstorf település Németországban, Mecklenburg-Elő-Pomeránia tartományban. Lakosainak száma 234 fő (2023. december 31.).

## Népesség
A település népességének változása:
| Lakosok száma | 240  | 229  | 239  | 251  | 234  |
|               | 2017 | 2019 | 2021 | 2022 | 2023 |